# Manilla Road
Manilla Road var ett thrash/heavy metal-band från Wichita, Kansas. Bandet bildades 1977 under ledning av sångaren och gitarristen Mark Shelton. Efter att ha upplösts 1992 nybildades bandet 1994. Manilla Road har relativt få men trogna anhängare och kan anses vara ett kultband. Musikaliskt är de kända för Sheltons väderbitna nasala röst samt episka texter inspirerade av mytologi och skräck– och fantasyförattare som H.P. Lovecraft och Robert E. Howard. Bandet upplöstes 2018 i och med Mark Sheltons död.

## Medlemmar
Senaste medlemmar
- Mark Shelton – sång, gitarr (1977–1992, 1994–2018; död 2018)[2]
- Bryan "Hellroadie" Patrick – sång (1999–2005, 2007–2018)
- Andreas Neuderth – trummor (2011–2018)
- Phil Ross – basgitarr (2016–2018)

Tidigare medlemmar
- Scott Park – basgitarr (1977–1990)
- Ben Munkirs – trummor (1977–1978; död 2008)
- Robert Park – gitarr (1977–1979; död 2000)
- Myles Sipe – trummor (1979)
- Rick Fisher – trummor (1979–1983)
- Randy "Thrasher" Foxe – keyboard (1984–1990), trummor (1984–1990, 1994–2000)
- Andrew Coss – basgitarr, keyboard, sång (1991–1992)
- Aaron Brown – trummor, sång (1991–1992)
- Mark Anderson – basgitarr (1999–2002)
- Scott Peters – trummor (2000–2003)
- Harvey "The Crow" Patrick – basgitarr (2003–2007)
- Cory "Hardcore" Christner – trummor (2004–2011)
- Vince Golman – basgitarr (2007–2010)
- Josh Castillo – basgitarr (2010–2016)

Turnerande medlemmar
- Troy Olson – trummor (2000)
- Andreas Neuderth – trummor (2011)
- Rick Fisher – trummor (2013)
- Randy "Thrasher" Foxe – trummor (2015, 2017)

## Diskografi
Studioalbum
- 1980 – Invasion
- 1982 – Metal
- 1983 – Crystal Logic
- 1985 – Open the Gates
- 1986 – The Deluge
- 1987 – Mystification
- 1988 – Out of the Abyss
- 1990 – The Courts of Chaos
- 1992 – The Circus Maximus
- 2001 – Atlantis Rising
- 2002 – Mark of the Beast
- 2002 – Spiral Castle
- 2005 – Gates of Fire
- 2008 – Voyager
- 2011 – Playground of the Damned
- 2013 – Mysterium
- 2015 – The Blessed Curse
- 2017 – To Kill a King

Livealbum
- 1987 – Roadkill
- 2009 – After Midnight Live (inspelad vid KMUW radio studios 1979)

Samlingsalbum
- 1998 – Live by the Sword: The Very Best of Manilla Road
- 2004 – Invasion / Metal
- 2014 – Metal / Invasion
- 2016 – Dreams of Eschaton
- 2019 – Roadkill Tapes & Rarities